# Округ Грант (Небраска)
Округ Грант (енгл. Grant County) је округ у америчкој савезној држави Небраска.

## Демографија
По попису из 2010. године број становника је 614, што је 133 (-17,8%) становника мање него 2000. године.
| Група             | 2000.       | 2010.       |
| Белци             | 734 (98,3%) | 600 (97,7%) |
| Афроамериканци    | 0 (0,0%)    | 0 (0,0%)    |
| Азијати           | 2 (0,3%)    | 1 (0,2%)    |
| Хиспаноамериканци | 10 (1,3%)   | 7 (1,1%)    |
| Укупно            | 747         | 614         |